# LY6G6F
LY6G6F (англ. Lymphocyte antigen 6 family member G6F) – білок, який кодується однойменним геном, розташованим у людей на 6-й хромосомі. Довжина поліпептидного ланцюга білка становить 297 амінокислот, а молекулярна маса — 32 465.
| 10         |  | 20         |  | 30         |  | 40         |  | 50         |
| ---------- |  | ---------- |  | ---------- |  | ---------- |  | ---------- |
| MAVLFLLLFL |  | CGTPQAADNM |  | QAIYVALGEA |  | VELPCPSPPT |  | LHGDEHLSWF |
| CSPAAGSFTT |  | LVAQVQVGRP |  | APDPGKPGRE |  | SRLRLLGNYS |  | LWLEGSKEED |
| AGRYWCAVLG |  | QHHNYQNWRV |  | YDVLVLKGSQ |  | LSARAADGSP |  | CNVLLCSVVP |
| SRRMDSVTWQ |  | EGKGPVRGRV |  | QSFWGSEAAL |  | LLVCPGEGLS |  | EPRSRRPRII |
| RCLMTHNKGV |  | SFSLAASIDA |  | SPALCAPSTG |  | WDMPWILMLL |  | LTMGQGVVIL |
| ALSIVLWRQR |  | VRGAPGRDAS |  | IPQFKPEIQV |  | YENIHLARLG |  | PPAHKPR    |

A: Аланін

C: Цистеїн

D: Аспарагінова кислота

E: Глутамінова кислота

F: Фенілаланін

G: Гліцин

H: Гістидин

I: Ізолейцин

K: Лізин

L: Лейцин

M: Метіонін

N: Аспарагін

P: Пролін

Q: Глутамін

R: Аргінін

S: Серин

T: Треонін

V: Валін

W: Триптофан

Кодований геном білок за функцією належить до фосфопротеїнів. 
Задіяний у такому біологічному процесі, як альтернативний сплайсинг. 
Локалізований у клітинній мембрані, мембрані.